# Sousa
Sousa è un comune del Brasile nello Stato del Paraíba, parte della mesoregione del Sertão Paraibano e della microregione di Sousa.
La città è nota perché nelle sue vicinanze vi è un complesso archeologico denominato "Valle dei dinosauri", un paradiso per gli appassionati di paleontologia.